# 和順警察署
和順警察署（ファスンけいさつしょ）は、全南地方警察庁所管の警察署である。

## 管轄区域
- 和順郡

## 沿革
- 1945年10月21日 - 開署

## 組織
- 警務課
- 生活安全交通課
- 捜査課
- 情報保安課

## 管轄派出所
- 邑内派出所
- 駅前派出所
- 道谷派出所
- 綾州派出所
- 梨陽派出所
- 東面派出所
- 南面派出所
- 同福派出所

## 管轄治安センター
- 道岩治安センター
- 綾州治安センター
- 寒泉治安センター
- 清豊治安センター
- 二西治安センター
- 北面治安センター